# Mutatocoptops
Mutatocoptops is een kevergeslacht uit de familie van de boktorren (Cerambycidae). De wetenschappelijke naam van het geslacht werd voor het eerst geldig gepubliceerd in 1925 door Pic.

## Soorten
Mutatocoptops omvat de volgende soorten:
- Mutatocoptops alboapicalis Pic, 1925
- Mutatocoptops anancyloides (Schwarzer, 1925)
- Mutatocoptops anulicornis (Heller, 1926)
- Mutatocoptops bituberosa (Pascoe, 1866)
- Mutatocoptops borneensis Breuning, 1968
- Mutatocoptops cambodgensis Breuning, 1974
- Mutatocoptops celebensis Breuning, 1964
- Mutatocoptops diversa (Pascoe, 1865)
- Mutatocoptops lumawigi Breuning, 1980
- Mutatocoptops malaisiana Breuning, 1973
- Mutatocoptops similis Breuning, 1935
- Mutatocoptops tonkinea Pic, 1925